# Colin Harvey
Colin Harvey, född 16 november 1944 i Liverpool, är en engelsk före detta fotbollsspelare och tränare.
Harvey kom till Everton som lärling 1963. Han gjorde debut i en europacupmatch mot Inter på San Siro 1965. Harvey beskrevs som en elegant och teknisk spelare och han kom att spela 384 matcher och göra 24 mål för Everton. Han bildade en berömd mittfältstrio tillsammans med Alan Ball och Howard Kendall som hade stor del i att Everton blev ligamästare säsongen 1969/70. Harvey var med om att vinna FA-cupen 1966 och var även med i finalförlusten 1968. Han lämnade Everton för Sheffield Wednesday 1974, där han kom att spela i tretton månader innan han avslutade karriären på grund av skada. Harvey spelade en landskamp för England.
Harvey blev assisterande tränare i Everton 1981, samtidigt som Howard Kendall blev huvudtränare, och var med under det framgångsrika 1980-talet med två ligasegrar, en FA-cupvinst och en seger i Cupvinnarcupen. Efter att Kendall lämnat klubben i juni 1987 fick Harvey huvudansvaret. Tre år senare kom Kendall tillbaka som tränare och Harvey blev återigen assisterande tränare. Harvey lämnade Everton 1993, samtidigt som Kendall, men 1997 kom han tillbaka som ungdomstränare.